# Klippe

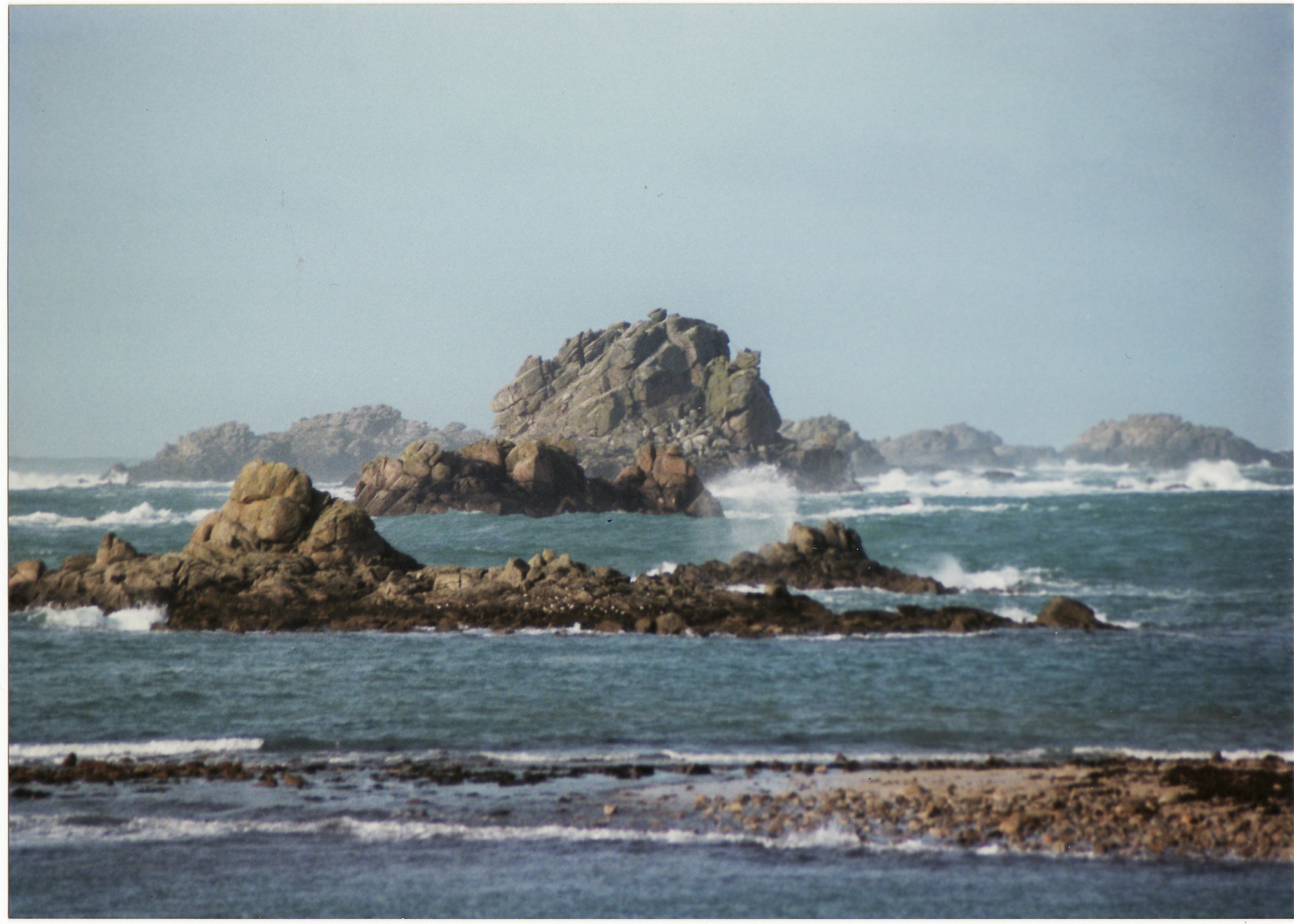
Felsen in den Gewässern der Scilly-Inseln, SW-England

Eine Klippe ist eine durch Erosion entstandene, relativ steil aus ihrer Umgebung aufragende Felsformation. Hierbei kann unterschieden werden in Klippen im Binnenland, die meist auf Gebirgsregionen beschränkt sind, wo sie aus Berghängen oder -kämmen herauswittern, und Klippen an Meeresküsten, die in der Regel einer felsigen Steilküste vorgelagert sind. Besonders hohe Küstenklippen werden auch als Brandungspfeiler bezeichnet. Weil sie verhältnismäßig klein sind und deshalb bei schlechter Sicht und/oder hohem Seegang leicht übersehen werden können und weil sie aufgrund ihrer Entstehung überdies häufig mit Felsenriffen assoziiert sind, besitzen sie ein hohes Gefahrenpotential für die Schifffahrt. Deshalb werden Küstenklippen in nautischen Karten verzeichnet.
Felsenklippen sind nicht zu verwechseln mit tektonischen Klippen, die dadurch definiert sind, dass sie aus isolierten allochthonen geologischen Einheiten bestehen. Tektonische Klippen sind in der Regel größer als Klippen im rein geomorphologischen Sinn und können ganze Gebirgsmassive aufbauen.

## Beispiele

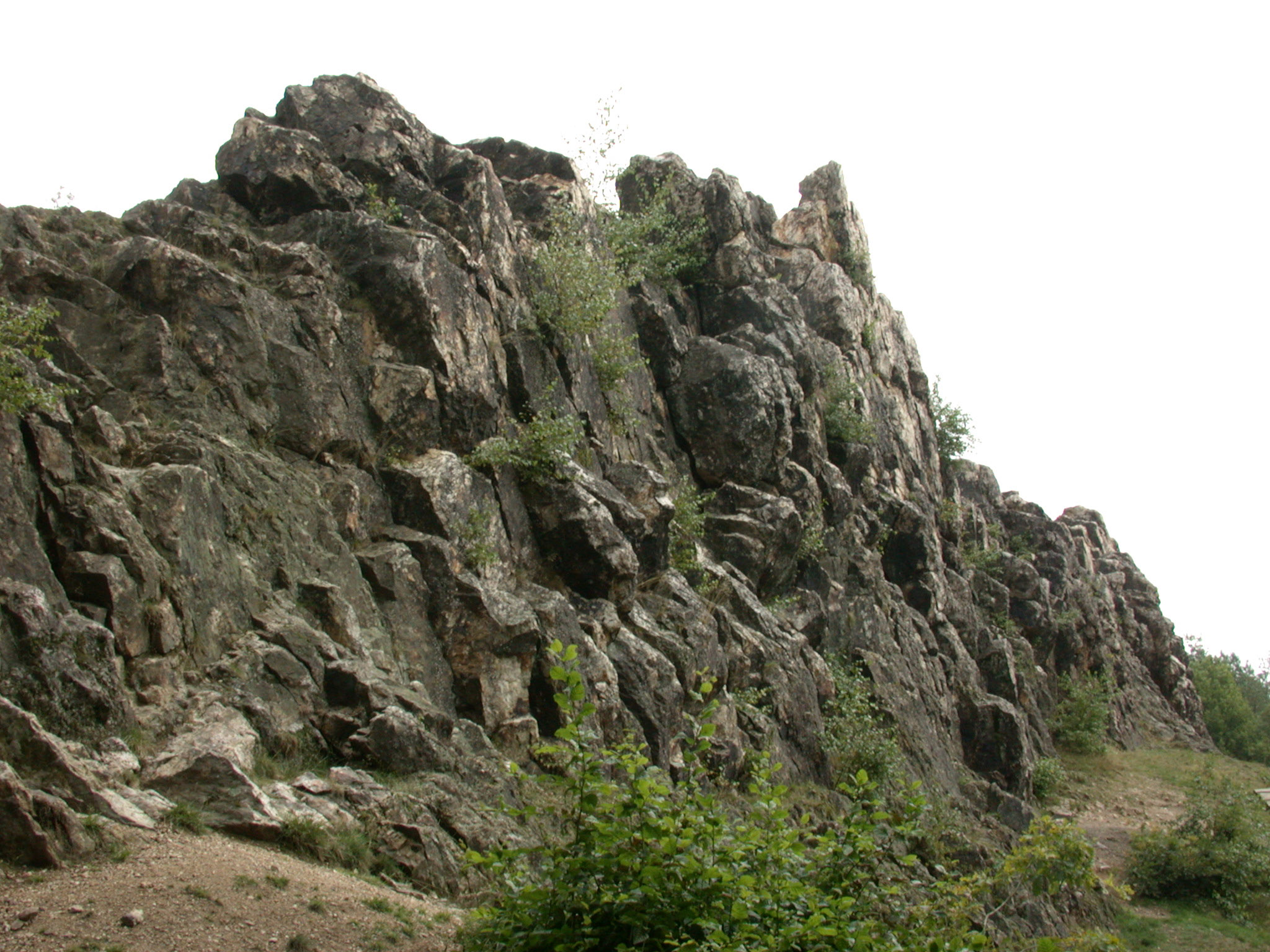
Die Eschbacher Klippen bei Usingen-Eschbach

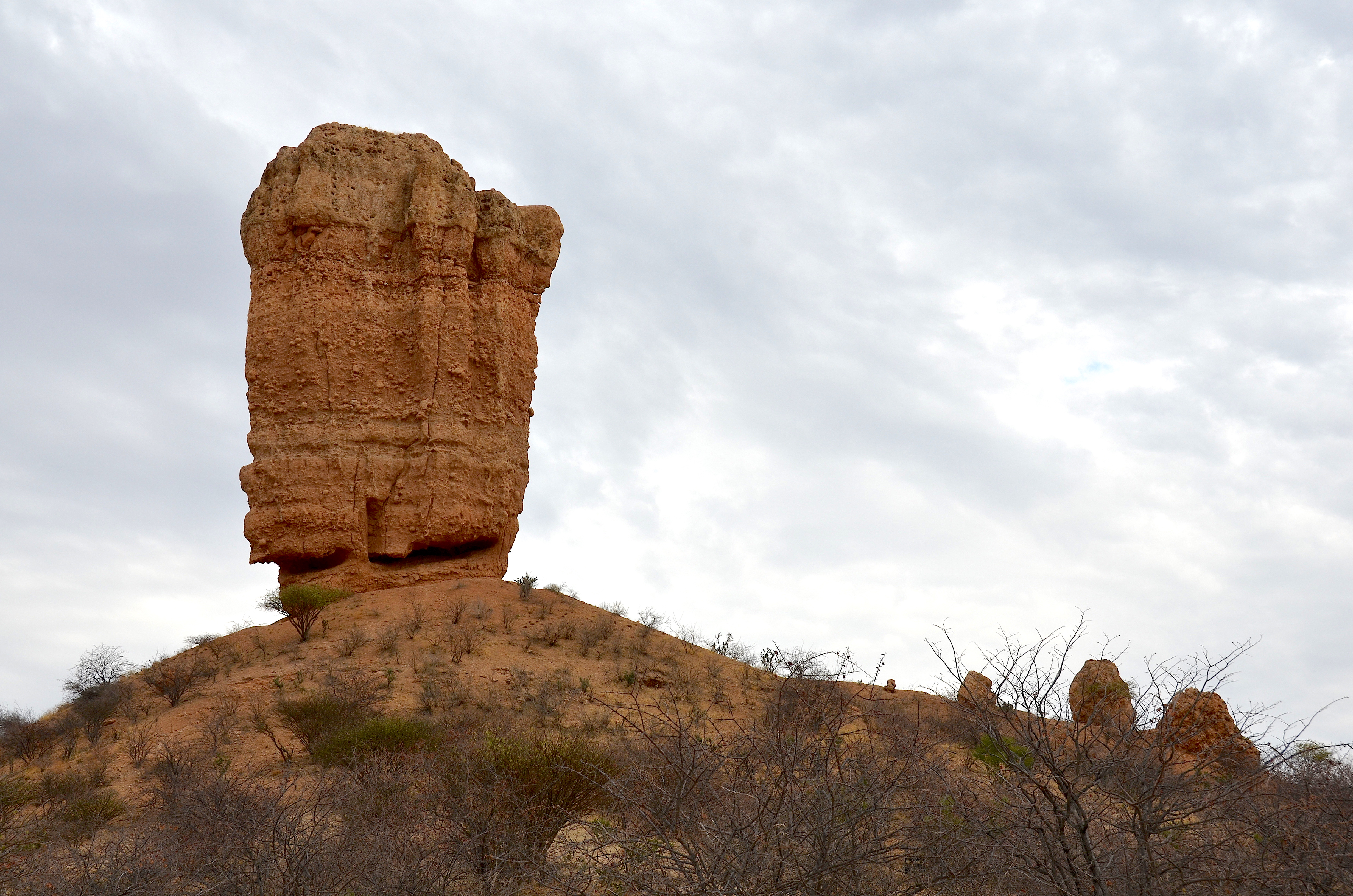
Die Fingerklippe in Namibia

Die Gewässer der Scilly-Inseln vor der Landspitze Land’s End am äußersten Ende der Halbinsel Cornwall (Südwest-England) sind durchsetzt mit Klippen und Felsenriffen. Bis 1750 waren diese Inseln rund zehn Seemeilen zu weit nördlich auf den Seekarten verzeichnet. Neben Nebel und Strömungen verursachte dieser Umstand dem kleinen Archipel überreichlich Strandgut durch Schiffe, die auf die Klippen aufliefen. Heute befindet sich hier ein Museum für Galionsfiguren und ein Friedhof, auf dem mehr unbekannte Tote als Einwohner beerdigt sind. Seit 1858 steht auf der westlichsten Klippe der Scilly-Inseln, Bishop Rock, einer der einsamsten Leuchttürme der Welt.
In und an den deutschen Mittelgebirgen gibt es zahlreiche als „Klippen“ bezeichnete Felsformationen, die meist im Ausbiss einer besonders verwitterungsresistenten Gesteinseinheit liegen. Handelt es sich dabei um eine lang durchhaltende steilgestellte Schicht aus Sedimentgestein können regelrechte Klippenketten entstehen, wie im Fall der Dörenther Klippen im Teutoburger Wald. Ein ähnliches Phänomen stellt die Teufelsmauer im nördlichen Harzvorland dar. Auch im Ausbiss des Taunusquarzites (südliches Rheinisches Schiefergebirge) gibt es mehrere solcher Felsformationen. Ebenfalls im südlichen Rheinischen Schiefergebirge liegen die Eschbacher Klippen, die aber auf einen Quarzgang statt auf eine Sedimentgesteinsschicht zurückgehen. Derartige Felsformationen sind in Deutschland oft als geschützte oder schützenswerte Geotope ausgewiesen.
Markante und bekannte Klippen außerhalb Deutschlands sind bzw. waren unter anderem die Fingerklippe und der Mukurob in Namibia. Die Fingerklippe zwischen Outjo und Khorixas ist eine Touristenattraktion. Der Mukurob im Süden Namibias ist am 7. Dezember 1988 eingestürzt.